# Отелло (фільм-опера, 1979)
«Отелло» — радянський телефільм-опера радянського режисера Віктора Окунцова. Екранізація однойменної опери Джузеппе Верді на сюжет однойменної трагедії Вільяма Шекспіра, музичний керівник і диригент — Марк Ермлер. Головні сольні партії виконують зірки Большого театру —  Володимир Атлантов,  Тамара Мілашкіна і  Олександр Ворошило. Фільм знятий на кіностудії «Ленфільм» у 1979 році.

## Сюжет
В основі цього телефільму-опери — музична композиція за однойменною оперою італійського композитора Джузеппе Верді за сюжетом однойменної трагедії британського драматурга  Вільяма Шекспіра. Музична трагедія, що розповідає про вічний конфлікт людських почуттів — щирого й ніжного кохання Дездемони, божевільної пристрасті й ревнощів її чоловіка-мавра Отелло, підступності й підлості Яго. У геніальній музиці великого композитора ще яскравіше проступають характери героїв, їхні пристрасті й переживання.

## У ролях
- Володимир Атлантов —  Отелло  (співає він же)
- Мілена Тонтегоде —  Дездемона  (співає  Тамара Мілашкіна)
- Олександр Романцов —  Яго  (співає  Олександр Ворошило)
- Володимир Шевельков —  Кассіо  (співає Лев Кузнецов)
- Вадим Фесенко —  Родеріго  (співає Володимир Попов)
- Ірина Черезова —  Емілія  (співає Тетяна Ерастова)
- Анатолій Шведерський —  Монтано  (співає Станіслав Сулейманов)
- Лев Міліндер —  Лодовіко  (співає Лев Вернигора)

## Знімальна група
- Режисер-постановник:  Віктор Окунцов
- Оператор-постановник: Павло Засядко
- Художник-постановник: Олександр Яскевич
- Художник по костюмах: Генрієтта Джагізян
- Звукооператори: Лідія Бобова, Наталія Позен
- Редактор: Галина Мшанська